# Lijst van koningen van Frankrijk
Hieronder staat een chronologische lijst van koningen en keizers van Frankrijk. Het historische koninkrijk Frankrijk was een voortzetting van West-Francië, het westelijk deel van het Frankische Rijk (of Franken). Zie voor eerdere vorsten de lijst van koningen en keizers van het Frankische Rijk.
Men laat deze lijst vaak pas beginnen in 888, omdat toen de band met Oost-Francië (het latere Heilige Roomse Rijk, op zijn beurt de voorloper van het moderne Duitsland) verbroken werd, of in 987, omdat toen de Karolingen (in mannelijke lijn) voorgoed van de Franse troon verdwenen (in 911 verdween de laatste Karolinger van de Duitse troon). Volgens geschiedkundigen kan er om deze redenen pas echt gesproken worden van een "Frankrijk" en een "Duitsland" in 888 of 987/911; daarvoor was er in zekere mate nog sprake van één rijk.

## Koningen en keizers van Frankrijk (814-1870)

### HuisKarolingen,RobertijnenenBosoniden(814-987)
| Monarch | Monarch                                   | Regeringsperiode | Dynastie    | Opmerkingen |
| ------- | ----------------------------------------- | ---------------- | ----------- | --- |
|         | Karel II de Kale                          | 840-877          | Karolingen  | Zoon van Lodewijk I de Vrome                                                                                              |
|         | Lodewijk II de Stamelaar Louis le Bègue   | 877-879          | Karolingen  | Zoon van Karel de Kale Graaf van Meaux (862-877)                                                                          |
|         | Lodewijk III Louis                        | 879-882          | Karolingen  | |
|         | Karloman II                               | 879-884          | Karolingen  | Tussen 880 en 882 uitsluitend heerser van Aquitanië en Bourgondië.                                                        |
|         | Karel III de Dikke Charles le Gros        | 884-888          | Karolingen  | Laatste gemeenschappelijke koning van Oost- en West-Francië. Nadien kan men spreken van een apart Frankrijk en Duitsland. |
|         | Odo Eudes de Paris                        | 887-898          | Robertijnen | Regent namens Karel III de Dikke tot 888                                                                                  |
|         | Karel III de Eenvoudige Charles le Simple | 898-922          | Karolingen  | |
|         | Robert I van Bourgondië                   | 922-923          | Robertijnen | |
|         | Rudolf Raoul de Bourgogne                 | 923-936          | Bosoniden   | |
|         | Lodewijk IV van Overzee Louis d'Outremer  | 936-954          | Karolingen  | Koning onder regentschap van Hugo de Grote tot 945                                                                        |
|         | Lotharius Lothaire                        | 954-986          | Karolingen  | Koning onder regentschap van Hugo de Grote tot 956 Koning onder regentschap van Richard I van Normandië tot 960           |
|         | Lodewijk V Louis le Fainéant              | 986-987          | Karolingen  | Onder regentschap van Hugo Capet                                                                                          |

### Huis Capet (Capetingen) (987-1328)
| Monarch | Monarch                                | Regeringsperiode | Dynastie | Opmerkingen |
| ------- | -------------------------------------- | ---------------- | -------- | --- |
|         | Hugo Capet Hugues Capet                | 987-996          | Capet    | Door de clerus tot koning gekozen, nakomeling van Karel de Grote in vrouwelijke lijn en van de Robertijnen in mannelijke lijn.                                                                        |
|         | Robert II de Vrome Robert le Pieux     | 987-1031         | Capet    | Medekoning tot 996 Zoon van Hugo Capet |
|         | Hugo II Hugues                         | 1017-1025        | Capet    | Medekoning Zoon van Robert II de Vrome |
|         | Hendrik I Henri                        | 1027-1060        | Capet    | Medekoning tot 1031 Zoon van Robert II de Vrome |
|         | Filips I Philippe                      | 1059-1108        | Capet    | Medekoning tot 1060 Koning onder regentschap van Anna van Kiev en Boudewijn V van Vlaanderen tot 1066 Zoon van Hendrik I                                                                              |
|         | Lodewijk VI de Dikke Louis le Gros     | 1099-1137        | Capet    | Medekoning tot 1108 Zoon van Filips I |
|         | Filips van Frankrijk Philippe          | 1130-1131        | Capet    | Medekoning Zoon van Lodewijk VI de Dikke |
|         | Lodewijk VII de Jongere Louis le Jeune | 1131-1180        | Capet    | Medekoning tot 1137 Regenten tijdens de Tweede Kruistocht van 1147-1149: Suger van St. Denis en Roeland I van Vermandois Zoon van Lodewijk VI de Dikke                                                |
|         | Filips II August Philippe Auguste      | 1179-1223        | Capet    | Medekoning tot 1180 1190-1191 regentes tijdens de Derde Kruistocht: Adelheid van Champagne zoon van Lodewijk VII de Jongere                                                                           |
|         | Lodewijk VIII de Leeuw Louis le Lion   | 1223-1226        | Capet    | Zoon van Filips II August |
|         | Lodewijk IX de Heilige Saint-Louis     | 1226-1270        | Capet    | Koning onder regentschap van Blanca van Castilië tot 1236. Regentschap tijdens de Zesde Kruistocht van Alfons van Poitiers 1248-1249 en Blanca van Castilië 1248-1252 Zoon van Lodewijk VIII de Leeuw |
|         | Filips III de Stoute Philippe le Hardi | 1267-1285        | Capet    | Medekoning tot 1270 Zoon van Lodewijk IX de Heilige |
|         | Filips IV de Schone Philippe le Bel    | 1285-1314        | Capet    | Zoon van Filips III de Stoute |
|         | Lodewijk X de Woelzieke Louis le Hutin | 1314-1316        | Capet    | Zoon van Filips IV de Schone |
|         | Jan I de Postume Jean le Posthume      | 1316             | Capet    | Onder regentschap van Filips de Lange Postuum geboren zoon van Lodewijk X de Woelzieke, leefde maar 5 dagen.                                                                                          |
|         | Filips V de Lange Philippe le Long     | 1316-1322        | Capet    | Zoon van Filip IV de Schone |
|         | Karel IV de Schone Charles le Bel      | 1322-1328        | Capet    | Zoon van Filip IV de Schone |

### Huis Valois (1328-1589)
| Monarch | Monarch                                             | Regeringsperiode | Dynastie | Opmerkingen | Echtgenote                           | Echtgenote |
| ------- | --------------------------------------------------- | ---------------- | -------- | --- | ------------------------------------ | ---------- |
|         | Filips VI Philippe de Valois (1293-1350)            | 1328-1350        | Valois   | Zoon van Karel van Valois en kleinzoon van Filips III |                                      |            |
|         | Jan II Jean le Bon (1319-1364)                      | 1350-1364        | Valois   | 1356-1360 en 1364 regentschap van de latere Karel V |                                      |            |
|         | Karel V Charles le Sage (1337-1380)                 | 1364-1380        | Valois   | |                                      |            |
|         | Karel VI Charles le Fou (1368-1422)                 | 1380-1422        | Valois   | 1380-1388 regentschap van Lodewijk I van Anjou (1339-1384), Jan van Berry (1340-1416) en Filips de Stoute; later onder regentschap van Isabella van Beieren |                                      |            |
|         | Karel VII Charles le Victorieux (1403-1461)         | 1422-1461        | Valois   | |                                      |            |
|         | Lodewijk XI Louis le Prudent (1423-1483)            | 1461-1483        | Valois   | |                                      |            |
|         | Karel VIII Charles (1470-1498)                      | 1483-1498        | Valois   | 1483-1491 onder regentschap van Anna van Beaujeu |                                      |            |
|         | Lodewijk XII Louis (1462–1515)                      | 1498-1515        | Valois   | |                                      |            |
|         | Frans I François d'Angoulême (1494-1547)            | 1515-1547        | Valois   | |                                      |            |
|         | Hendrik II Henri (1519-1559)                        | 1547-1559        | Valois   | Als koning zette hij zijn vaders strijd tegen de Habsburgse omsingeling verder en vocht hij tegen het Heilige Roomse Rijk. Tijdens een steekspel in 1559 raakte hij dodelijk verwond. Hendriks dood luidde een periode van politieke instabiliteit in, mede omdat nog geen van zijn zonen meerderjarig was en Catharina de' Medici dus als regentes moest optreden. | Catharina de' Medici (1519-1589)     |            |
|         | Frans II François (1544-1560)                       | 1559-1560        | Valois   | Frans zijn 17 maanden durende regering stond volkomen onder de invloed van zijn regenten, de hertog Frans van Guise, kardinaal Karel van Lotharingen, en zijn moeder Catharina de' Medici. In 1560 overleed hij op 16-jarige leeftijd aan een oorontsteking en een abces in zijn hersenen.                                                                          | Maria I van Schotland (1542-1587)    |            |
|         | Karel IX Charles (1550-1574)                        | 1560-1574        | Valois   | Karel werd in 1563 meerderjarig verklaard, maar bleef tot 1570 onder het regentschap van zijn moeder Catharina de' Medici. Tijdens zijn regeerperiode brak er een oorlog uit tussen de protestanten en katholieken. Karel overleed aan tubercolose op 23-jarige leeftijd.                                                                                           | Elisabeth van Oostenrijk (1554-1592) |            |
|         | Hendrik III Alexandre Édouard de France (1551-1589) | 1574-1589        | Valois   | Hendrik werd in 1573 tot koning van Polen verkozen. Toen hij hoorde dat zijn broer overleden was, keerde hij naar Frankrijk terug.Tijdens de achtste Hugenotenoorlog werd hij neergestoken en overleed later aan zijn verwondingen. | Louise van Lotharingen (1553-1601)   |            |

### Huis Bourbon (1589-1795)
| Monarch                      | Monarch                                              | Regeringsperiode | Dynastie | Opmerkingen | Echtgenote                        | Echtgenote |
| ---------------------------- | ---------------------------------------------------- | ---------------- | -------- | --- | --------------------------------- | ---------- |
|                              | Hendrik IV Henri le Bon (1553-1610)                  | 1589-1610        | Bourbon  | Hendrik besteeg de troon van Frankrijk in 1589 na de dood van zijn kinderloze neef Hendrik III. Hij was de eerste Franse monarch van het huis Bourbon. Hendrik was een van de populairste koningen doordat hij veel aandacht besteedde aan de welvaart van zijn onderdanen. Als pragmatisch politicus toonde hij een ongebruikelijke religieuze tolerantie voor die tijd. Hij werd vermoord door François Ravaillac, een katholiek. | Margaretha van Valois (1553-1615) |            |
| Maria de' Medici (1575-1642) | Hendrik IV Henri le Bon (1553-1610)                  | 1589-1610        | Bourbon  | Hendrik besteeg de troon van Frankrijk in 1589 na de dood van zijn kinderloze neef Hendrik III. Hij was de eerste Franse monarch van het huis Bourbon. Hendrik was een van de populairste koningen doordat hij veel aandacht besteedde aan de welvaart van zijn onderdanen. Als pragmatisch politicus toonde hij een ongebruikelijke religieuze tolerantie voor die tijd. Hij werd vermoord door François Ravaillac, een katholiek. |                                   |            |
|                              | Lodewijk XIII Louis le Juste (1601-1643)             | 1610-1643        | Bourbon  | Lodewijk was acht jaar oud toen zijn vader in 1610 werd vermoord. Hij stond aanvankelijk onder het regentschap van zijn moeder Maria de' Medici. Van 1614 tot 1615 riep Maria in naam van Lodewijk de laatste maal vóór de Franse Revolutie de Staten-Generaal bijeen. De perikelen aan zijn hof en zijn moeizame relatie met kardinaal Richelieu zijn de inspiratie geweest voor de roman De drie musketiers. | Anna van Oostenrijk (1601-1666)   |            |
|                              | Lodewijk XIV Louis le Roi-Soleil (1638-1715)         | 1643-1715        | Bourbon  | Was de oudste zoon van koning Lodewijk XIII en koningin Anna. Hij is de langst regerende Franse koning, hij regeerde Frankrijk 72 jaar. Het Kasteel van Versailles werd enorm uitgebreid, en werd daarmee het regeringscentrum van het Franse Rijk. Hij is beroemd om zijn vele maîtresses en zijn eetlust. De absolute monarchie bereikte tijdens zijn regeerperiode een hoogtepunt. Hij huwde Maria Theresia van Spanje en werd grootvader van koning Filips V van Spanje. Hij had vele beroemde buitenechtelijke kinderen, en huwde na de dood van Maria Theresia met Françoise d'Aubigné, beter bekend als Madame de Maintenon. Hij stierf in 1715.                                            |                                   |            |
|                              | Lodewijk XV de Welbeminde Louis le Bien-Aimé         | 1715-1774        | Bourbon  | Werd koning van Frankrijk op 5-jarige leeftijd. Zijn oudoom, hertog Filips II van Orléans werd regent van Frankrijk, deze periode staat daarom ook wel bekend als de Régence. Vanaf zijn dertiende nam hij de regering op zich. Het was de bedoeling dat hij zou trouwen met Marianne Victoria van Spanje maar hij huwde met Maria Leszczyńska, prinses van Polen. In het begin van zijn regering werd hij nog de Welbeminde genoemd, maar later werd hij steeds minder populair. Vanwege zijn besluiteloosheid en de complexiteit van zijn koninkrijk kon hij de Franse monarchie niet moderniseren en door zijn gebrek aan moraal zou hij sterven als een van meest impopulaire Franse koningen. |                                   |            |
|                              | Lodewijk XVI de Martelaarskoning Louis le Roi-Martyr | 1774-1792 1793   | Bourbon  | Werd tijdens de Franse Revolutie met behulp van de guillotine onthoofd. Hij was een zoon van Dauphin Lodewijk Ferdinand en Dauphine Maria Josepha van Saksen. Zijn beide ouders overleden op jonge leeftijd, waardoor Lodewijk en zijn broers en zusjes werden opgevoed door onder andere madame Marie Adélaïde, een zusje van hun vader. Lodewijk huwde aartshertogin Marie Antoinette van Oostenrijk. Op 14 juli 1789 vond de Bestorming van de Bastille plaats, het begin van de Franse Revolutie. Uiteindelijk werden zowel Lodewijk XVI als Marie Antoinette en madame Elisabeth vermoord. |                                   |            |
|                              | Lodewijk XVII Louis Charles                          | 1793-1795        | Bourbon  | Regeerde niet daadwerkelijk. Was de tweede zoon van koning Lodewijk XVI en koningin Marie Antoinette van Oostenrijk. Toen zijn vader in 1793 werd vermoord, werd Lodewijk door de royalisten tot koning Lodewijk XVII uitgeroepen. Tijdens deze periode zat hij gevangen in de Temple. De jongere broer van zijn vader Lodewijk, de hertog van Provence benoemde zichzelf tot regent van Frankrijk, in naam van Lodewijk XVII. Lodewijk XVII Karel overleed in de Temple, waarschijnlijk in 1795. |                                   |            |

### Eerste Franse Keizerrijk- Huis Bonaparte (1804-1814)
| Monarch | Monarch                      | Regeringsperiode | Dynastie  | Opmerkingen |
| ------- | ---------------------------- | ---------------- | --------- | --- |
|         | Napoleon I Napoléon le Grand | 1804-1814        | Bonaparte | Door de senaat benoemd. Werd geboren op Corsica. Kreeg in Frankrijk militaire training. Hij regeerde Frankrijk sinds 1799. In dat jaar werd hij benoemd tot eerste consul. Langzamerhand probeerde hij alle macht in handen te krijgen. Dit lukte hem en uiteindelijk in 1804 werd hij benoemd tot keizer. Op 2 december 1804 kroonde hij zichzelf en zijn vrouw Joséphine tot keizer en keizerin. Hij veroverde binnen Europa steeds meer gebied, en benoemde dan familieleden tot staatshoofd (broer Jozef in Napels en Spanje, broer Lodewijk in Holland, broer Jérôme in Westfalen, zus Elisa in Toscane, en zus Carolina werd koningin van Napels en groothertogin van Berg). Onder andere vanwege de desastreuze veldtocht naar Rusland, moest Napoleon in 1814 afstand doen van de troon. Hij werd verbannen naar het Italiaanse eilandje Elba. |

### Restauratie - Huis Bourbon (1814-1815)
| Monarch | Monarch                      | Regeringsperiode | Dynastie | Opmerkingen |
| ------- | ---------------------------- | ---------------- | -------- | --- |
|         | Lodewijk XVIII Louis le Gros | 1814-1815        | Bourbon  | Zijn eerste koningschap was van 11 april 1814 tot 20 maart 1815. Hij was een jongere zoon van Dauphin Lodewijk Ferdinand en Dauphine Maria Josepha van Saksen, een dochter van koning Augustus III van Polen. Zijn vader was de oudste zoon van koning Lodewijk XV. Erg lang genieten van de terugkeer van de Bourbons kon Frankrijk niet. Lodewijk XVIII moest een jaar later zijn troon verlaten, omdat Napoleon onderweg was naar Parijs. Hij vluchtte naar Gent. |

### Honderd Dagen- Huis Bonaparte (1815)
| Monarch | Monarch                       | Regeringsperiode | Dynastie  | Opmerkingen |
| ------- | ----------------------------- | ---------------- | --------- | --- |
|         | Napoleon I Napoléon le Grand  | 1815             | Bonaparte | Keizer door staatsgreep. Na zijn terugkeer van Elba heroverde hij de Franse troon, waarop bijna alle Europese landen hem de oorlog verklaarden. Alleen het Koninkrijk Napels was zijn bondgenoot. Na de Slag bij Waterloo had Napoleon nog hoop dat hij zijn troon zou kunnen redden. Napoleon en zijn broer Lucien wilden het parlement ontbinden en Napoleon tot dictator laten verklaren. Voor dit plan kregen de Bonapartes echter geen enkele steun, en op 22 juni deed Napoleon ten gunste van zijn zoon Napoleon II nogmaals afstand van de troon. Pas op 15 juli 1815 gaf hij zich te Rochefort over aan de Britten. De Britten verbanden hem naar het Zuid-Atlantische eiland Sint-Helena, waar hij in 1821 stierf. |
|         | Napoleon II Napoléon l'Aiglon | 1815             | Bonaparte | Was niet daadwerkelijk keizer der Fransen. Hij werd door zijn vader benoemd tot keizer. Hij voerde de titel keizer van 22 juni 1815 tot gedwongen troonsafstand op 7 juli. De Franse Kamers besloten op 8 juli om Lodewijk XVIII opnieuw te benoemen tot koning van Frankrijk. In 1830 hoopte hij met steun van Klemens von Metternich alsnog keizer van Frankrijk te worden. Metternich gebruikte zijn aanwezigheid alleen om koning Lodewijk Filips ertoe te dwingen de Julirevolutie tot Frankrijk te beperken. Hij overleed in Schloss Schönbrunn te Wenen. |

### Restauratie - Huis Bourbon (1815-1830)
| Monarch | Monarch                      | Regeringsperiode | Dynastie | Opmerkingen |
| ------- | ---------------------------- | ---------------- | -------- | --- |
|         | Lodewijk XVIII Louis le Gros | 1815-1824        | Bourbon  | Zijn eerste koningschap was van 11 april 1814 tot 20 maart 1815. Hij was een jongere zoon van Dauphin Lodewijk Ferdinand en Dauphine Maria Josepha van Saksen, een dochter van koning Augustus III van Polen. Zijn vader was de oudste zoon van koning Lodewijk XV. Erg lang genieten van de terugkeer van de Bourbons kon Frankrijk niet. Lodewijk XVIII moest een jaar later zijn troon verlaten, omdat Napoleon onderweg was naar Parijs. Hij vluchtte naar Gent. |
|         | Karel X Charles Philippe     | 1824-1830        | Bourbon  | Kleinzoon van Lodewijk XV en jongere broer van Lodewijk XVI en Lodewijk XVIII. |

### Julimonarchie- Huis Orléans (1830-1848)
| Monarch | Monarch                                         | Regeringsperiode | Dynastie | Opmerkingen |
| ------- | ----------------------------------------------- | ---------------- | -------- | --- |
|         | Lodewijk Filips Louis-Philippe le Roi-Bourgeois | 1830-1848        | Orléans  | Hij was een nakomeling van hertog Filips I van Orléans, en daarmee ook van koning Lodewijk XIII. Hij huwde met Marie Amélie, prinses der Beide Siciliën. Hij werd in 1830 door de Kamer van Afgevaardigden benoemd tot koning. Zijn regering begon goed (vandaar ook zijn bijnaam), maar hij deed in 1848 afstand van de troon en vluchtte naar Engeland. |

### Tweede Franse Keizerrijk- Huis Bonaparte (1852-1870)
| Monarch | Monarch               | Regeringsperiode | Dynastie  | Opmerkingen |
| ------- | --------------------- | ---------------- | --------- | --- |
|         | Napoleon III Napoléon | 1852-1870        | Bonaparte | Keizer door staatsgreep. Hij huwde Eugénie de Montijo, en werd vader van Napoleon Eugène, de Prince Impérial. Evenals vele voorgangers moest ook Napoleon III afstand doen van de troon. Dit gebeurde na de vernederende overwinning van Pruisen tijdens de Frans-Duitse Oorlog. Hij vluchtte naar Engeland en stierf te Londen. Er was korte tijd sprake van een huwelijk tussen de Prince Impérial en de jongste dochter van koningin Victoria van het Verenigd Koninkrijk, prinses Beatrice. |

## Engelse aanspraken op de Franse troon 1337-1801
Alle Engelse koningen van Edward III tot en met George III noemden zich ook 'Koning van Frankrijk' en velen werden ook als zodanig gekroond. Ook was in de heraldiek van het Britse koningshuis in het wapenschild naast de drie Engelse leeuwen een kwartier ingeruimd voor de Franse lelie. Toen Filips VI de Franse leengoederen in Aquitanië verbeurd verklaarde, achtte de heer van Aquitanië, Edward III, zich niet alleen ontslagen van zijn eed van trouw als leenman aan de Franse koning, maar omdat hij een kleinzoon was van Filips de Schone eiste hij bovendien de Franse troon voor zich op. De opbrengsten van de handel tussen Aquitanië en Engeland waren te belangrijk om door beide partijen genegeerd te worden. Het conflict dat volgde was de Honderdjarige Oorlog. Ook na het einde van de Honderdjarige Oorlog in 1453 bleven Engelse koningen zich koning van Frankrijk noemen. Pas toen in 1801 het Verenigd Koninkrijk van Groot-Brittannië en Ierland werd gesticht, liet George III zijn aanspraak op de Franse troon vervallen.